# Gerd Frey

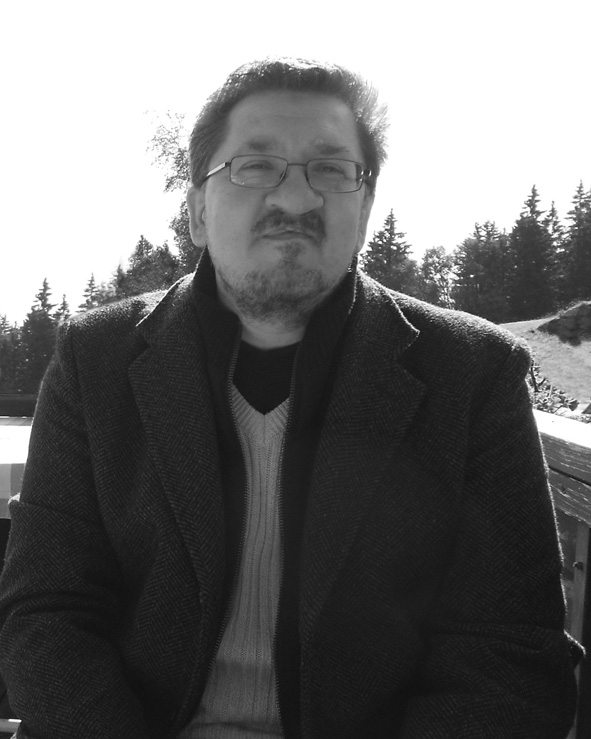
Gerd Frey Portrait sw

Gerd Frey (* 18. Mai 1966 in Merseburg) ist ein deutscher Schriftsteller.

## Leben
Nach seiner Lehre im Druckgewerbe leitete er von 1986 bis 1991 den Phantastik-Literaturclub Andymon im Berliner Kulturbund, 1990 gehörte er zu den Mitbegründern von Alien Contact. Als Autor debütierte er mit zwei Kurzerzählungen in dem von Michael Szameit herausgegebenen Erzählungsband Der lange Weg zum blauen Stern. Einige seiner Kurzgeschichten wurden für den Kurd-Laßwitz- und SFCD-Literaturpreis nominiert.
Von 1996 bis 2014 veröffentlicht er eine jährliche Übersicht über die Computerspiele des Jahres in dem Heyne-Jahrbuch Das Science Fiction Jahr. Von Anfang 2006 bis Ende 2011 betreute Gerd Frey die Sparte Games View der inzwischen eingestellten Zeitschrift Space View. Nach einer Pause erschien 2011 die Kurzgeschichte Handlungsreisende von ihm im Wurdack-Verlag.
Seit 2012 betreut er die PC-Games-Sparte des Medienmagazins Geek! aus dem Panini-Verlag.

## Werke
Erzählungssammlungen
- Dunkle Sonne. Shayol Verlag, Berlin 2002, ISBN 3-926126-17-5.
- Tödliche Aussichten. neobooks, München 2013, ISBN 978-3-8476-0406-8.
- Tödliche Aussichten. Pandämonium Verlag, Söhrewald 2013, ISBN 978-3-9813482-8-6.
- Outpost, Dunkle Sonne 2. p.machinery, Winnert 2021, ISBN 978-3-95765-245-4.
- Dunkle Sonne. p.machinery Michael Haitel, Winnert 2021, ISBN 978 3 95765 261 4.

Romane
- Transition – Evolution 2.0. Droemer Knaur, München 2014, ISBN 978-3-426-42525-1.
- Der Übergang - Transition & Evolution 2.0. p.machinery Michael Haitel, Murnau 2018, ISBN 978-3-95765-135-8.
- Irodis' Stern: Magische Science-Fiction. p.machinery Michael Haitel, Winnert 2023, ISBN 978 3 95765 325 3.

Sachbücher
- mit Hardy Kettlitz, Winfried Volkmann: Jack Vance (= SF Personality. Band 10), Shayol Verlag, Berlin 1999, ISBN 3-926126-06-X.
- Spiele mit dem Computer - SciFi, Fantasy, Rollenspiele & Co. Ein Reiseführer. Smart Books Kilchberg 2004, ISBN 3-908491-40-1.

Kurzgeschichten (Auswahl)
- Black box. Emigranten. In: Michael Szameit (Hrsg.): Der lange Weg zum blauen Stern. Phantastische Geschichten. Verlag Neues Leben, Berlin 1990, ISBN 3-355-01019-7.
- Herz des Sonnenaufgangs. In:  Wolfgang Jeschke (Hrsg.): Auf der Straße nach Oodnadatta. Internationale Science Fiction Stories. Heyne-Verlag, München 2002, ISBN 978-3-453-18780-1.
- Handlungsreisende. In: Heidrun Jänchen, Armin Rößler (Hrsg.): Emotio. 16 Science-fiction-Kurzgeschichten. Wurdack, Nittendorf 2011, ISBN 978-3-938065-75-4.